# Hans Delbrück
Hans Gottlieb Leopold Delbrück, född den 11 november 1848 i Bergen auf Rügen, död den 14 juli 1929 i Berlin, var en tysk historiker och politiker, bror till Max och Ernst Delbrück, och far till nobelpristagaren Max Delbrück.
Hans Delbrück deltog i tysk-franska kriget 1870, var sedan en tid lärare för prins Valdemar av Preussen och blev 1885 e.o. och 1896 ordinarie professor i Berlin. 1883-89 utgav Delbrück jämte Heinrich von Treitschke, 1889-1919 ensam den ansedda tidskriften Preussische Jahrbücher och var även en tid riksdagsman.

## Vetenskapsmannen
Delbrücks största betydelse ligger i hans militärhistoriska författarskap, som varit av banbrytande karaktär. Han kallas för den första moderna militärhistorikern. Vid sidan av den rena källkritiken yrkade Delbrück på en genomgripande sakkritik och ett bestämt förkastande av uppgifter, som var sakligt omöjliga, även om de var aldrig så väl bestyrkta i källorna. Med denna utgångspunkt uppvisade han i Die Perserkriege und die Burgunderkriege (1887) ohållbarheten av de gamla fablerna om Xerxes I miljonarmé. 
Die Strategie des Perikles erläutert durch de Strategie Friedrich des Grossen (1890) invecklade Delbrück i en skarp fejd med den preussiska generalstaben, då han däri sökte visa att vid sidan om den av Napoleon I och Moltke representerade "förintelsestrategin" även en "utmattningsstrategi" var berättigad, under andra historiska förhållanden. Delbrück gjorde Fredrik den store till representant för en sådan. Namnet är mindre lyckat, och även det logiskt berättigade i en dylik tudelning kan man betvivla, men Delbrücks stora förtjänst att ha påpekat hur även krigföringen med nödvändighet växlar karaktär efter sina medel och sina mål kan inte förnekas.
Delbrück blev utsatt för rasande attacker eftersom hans inlägg uppfattades som ett ifrågasättande av rationaliteten i den tyska militära krigsorganisationen, ja hela det militära tänkandet överhuvudtaget. Eftersom militärteoretikerna fortfor att vara inriktade på kriget som slag, begränsades även krigsteorins ramar på ett fatalt sätt. I Geschichte der Kriegskunst (1990-27) har Delbrück sammanfattat resultatet av sina krigshistoriska forskningar som trots allt ej torde ha varit utan inflytande på den tyska krigsledningen under första världskriget. Sina sista år använde Delbrück till utgivandet av sin Weltgeschichte (1904-28).

## Politisk ståndpunkt
Delbrück var som politiker en varm anhängare av Tysklands "dualistiska" författning och även dess världsmaktsställning, han kallades för "Flottenprofessor", men uppträdde särskilt under världskriget bestämt mot alltyskarna och deras planer på Belgiens annektion. Han raljerade över ententepropagandans fixa idé att betrakta Treitschke, Nietzsche och Bernhardi som Tysklands onda genii: "Varje tysk skrattar åt sammanställningen av just dessa namn, och det är svårt att utgrunda huru ekvationen över huvud kunnat uppställas."
Delbrück kom också med en motförklaring (9.7.1915) mot Seebergadressen (20.6.1915), en adress som tillkommit i nära samarbete med alltyska kretsar. Hans upprop mot Seebergadressens brutala ton och långtgående erövringsplaner undertecknades av bl.a. Max Weber, Friedrich Meinecke, Ernst Troeltsch, Adolf von Harnack (en nära vän till Delbrück) m.fl. Efter kriget klandrade Delbrück skarpt Ludendorffs både krigföring och politik, framför allt i Ludendorffs Selbsporträt (10:e upplagan 1922), och uppträdde mot påståendet att Tyskland ensamt bar skulden för världskriget.